# Hyrkaniska skogarna
Hyrkaniska skogarna är en ekoregion längs södra kusten av Kaspiska havet i norra Iran och sydöstra  Azerbajdzjan. Skogarna har fått sitt namn efter det forna riket Hyrkanien. Delar av den iranska delen av området utsågs till världsarv av Unesco 2019.
Skogarna utgörs av frodig och artrik lövskog som trivs i det varma, fuktiga klimatet. Flera av de trädslag som dog ut i Europa under istiden återfinns här. 

## Utbredning

Hyrkaniska skogarnas utbredning.

De hyrkaniska skogarna sträcker sig 850 kilometer längs södra delen av Kaspiska havet varav världsarvet täcker en yta på totalt 1 295 kvadratkilometer. Det är fördelat på 15 områden i tre provinser, Gilan, Mazandaran och Golestan, som representerar olika delar av ekosystemet. De kaspiska och hyrkaniska blandskogarnas egenskaper och företräden är väl belagda inom området, som till stor del är svåråtkomligt med berg och branta sluttningar.

## Flora

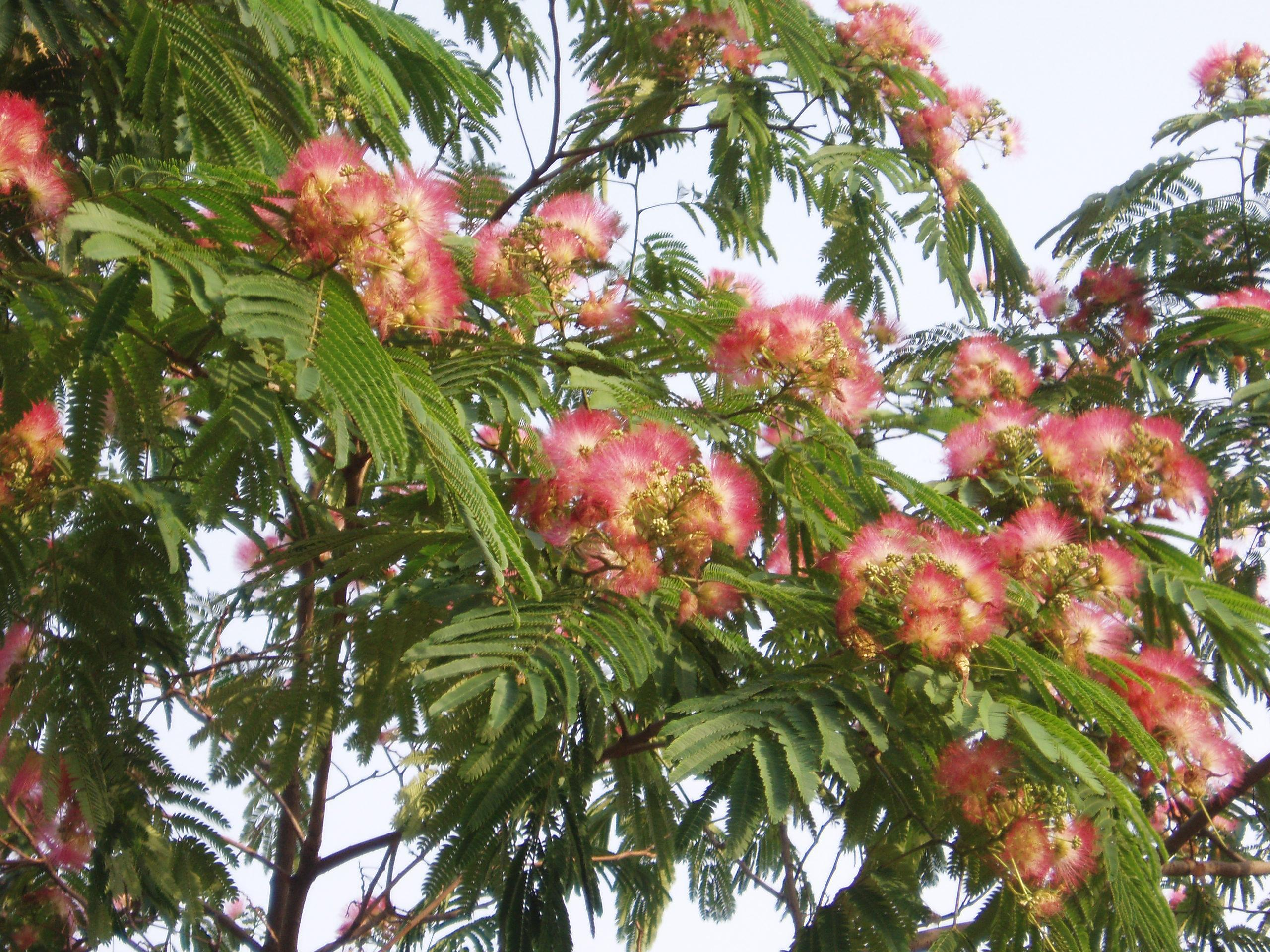
Silkesträd.

För 25 till 50 miljoner år sedan täcktes den norra tempererade zonen av löv- och blandskog. Skogen drog sig tillbaka under istiden och ökade igen när klimatet blev varmare. De hyrkaniska skogarna har stor biodiversitet och hyser 44% av Irans kärlväxter. Mer än 3 200 arter har identifierats varav 280 är endemiska för området och omkring 500 är endemiska för Iran. Flera trädarter  liknar dem i norra Europa, men de har inte påverkats av upprepade istider och kan vara räddningen för de europeiska skogarna när klimatet förändras.
Skogarna saknar nästan helt barrväxter. De stora träden är lövfällande men många buskar är städsegröna. Tidigare växte klibbal, silverpoppel, kaukasisk vingnöt och iransk al längs Kaspiska havet men låglandet har bebyggts eller omvandlats till jordbruksmark.
Speciella arter i området är bland andra papegojbuske, silkesträd, buxbom, quercus castaneifolia, zelkova carpinifolia, danae racemosa med flera.

## Fauna

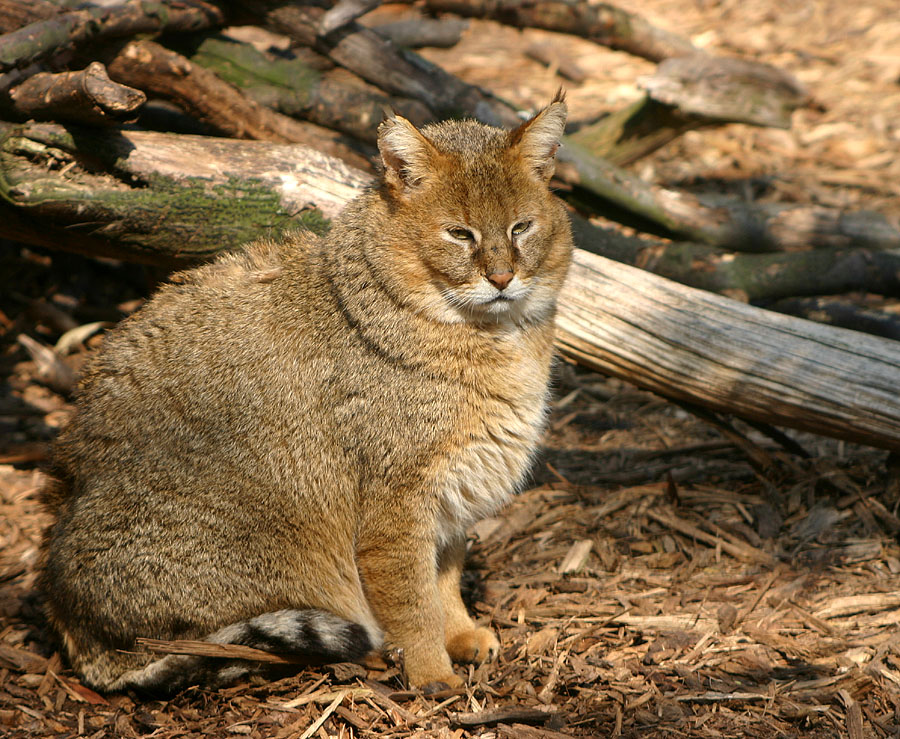
Djungelkatt.

Den kaspiska tigern har utrotats men den hotade persiska leoparden finns kvar. Av de 58 däggdjursarter som lever i området kan dessutom nämnas: lodjur, brunbjörn, vildsvin, varg, guldschakal, djungelkatt, grävling och utter.
I den tempererade lövskogen har  180 fågelarter identifierats, bland andra: grågås, bläsgås, småtrapp, bronsibis, skedstork, natthäger, rödhalsad gås, pilgrimsfalk, rallhäger, större flamingo, kopparand och kaspisk snöhöna.